# Amanojaku
Amanojaku hay Amanjaku (天邪鬼, Hán Việt: Thiên Tà Quỷ  "ác thần trên trời") là một sinh vật giống quỷ trong văn hóa dân gian Nhật Bản.

## Thần thoại
Nó thường được mô tả như một loại oni nhỏ và được cho là có thể kích động những ham muốn đen tối nhất của một người và do đó xúi giục họ thực hiện những hành động xấu xa.
Một trong những lần xuất hiện nổi tiếng nhất của amanojaku là trong truyện cổ tích Uriko-hime (瓜子姫, "công chúa dưa"), trong đó một cô gái được sinh ra một cách kỳ diệu từ một quả dưa được một cặp vợ chồng già. Họ che chở cô khỏi thế giới bên ngoài, và cô ngây thơ cho amanojaku vào một ngày nào đó, nơi nó bắt cóc hoặc nuốt chửng cô, và đôi khi mạo danh cô bằng cách mặc làn da bong tróc của cô.

## Trong tôn giáo
Amanojaku thường được bắt nguồn từ Amanosagume (天探女, là một nữ thần quái dị được đề cập trong Kujiki), một vị thần độc ác trong thần thoại Shintō, chia sẻ bản chất trái ngược của amanojaku và khả năng nhìn vào trái tim của một người, "một con quỷ rất biến thái".
Sinh vật này cũng đã đi vào tư tưởng Phật giáo, có lẽ thông qua chủ nghĩa đồng bộ với yaksha  (là một lớp rộng lớn của tinh thần tự nhiên), nơi nó được coi là đối thủ của giáo lý Phật giáo. Nó thường được miêu tả là bị chà đạp và khuất phục trước sự công bình của Bishamonten hoặc một trong những Shitennō khác. Trong bối cảnh này, nó cũng được gọi là jaki (邪鬼).